# ランジーン×コード
『ランジーン×コード』（ランジーンコード、Langene　code）は、大泉貴による日本のライトノベル作品である。イラストはしばの番茶が担当。このライトノベルがすごい!文庫（宝島社）より 2010年9月から2012年2月まで刊行された。第1回『このライトノベルがすごい!』大賞大賞受賞作（受賞時のタイトルは「コトモノオト」）。
2015年にAudibleにて、松永歩弓の朗読で全巻がオーディオブック化された。

## あらすじ
コトモノ――遺言詞によって脳が変質し、通常の人間とは異なる形で世界を認識するようになった者たち。27年前にその存在が公になって以降、社会は人間とコトモノとの共存を模索し続けていた。遺言詞の文字（ランジーン・コード）が綴る、ヒトとコトモノの幻想詩。

## 登場人物
武藤吾朗（むとう ごろう）
本作の主人公である高校生。通称「ロゴ」。コトモノ『ダリ』を宿す。
名瀬由沙美（なせ ゆさみ）
銀髪碧眼の少女。エネッグが進めていたプロジェクトによりコトモノ『ムジカ』を宿す。
真木成美（まき なるみ）
吾朗の幼馴染。
古城蒼奈（こじょう あおな）

滝田たつね（たきた たつね）

如月眞子（きさらぎ まこ）

宇津木律子（うつぎ りつこ）

福地 夫（ふくち はるお）

不破太一（ふわ たいち）

シルヴィ・レヴィ＝ストロース

レックス・リー

アーサー・バクスター

武藤凛子（むとう りんこ）

## 用語
コトモノ
遺言詞によって脳が変性し、物事に対する認識や感覚が通常とは異なる人々の総称。それに伴い感覚や身体能力が変化する者も存在する。
遺言詞の種類によって程度の差はあるが、基本的に変化した認識を真実ととらえ、現実とは違う世界観を持ちそのなかで生きている。コトモノとなった人間は概して血縁よりも遺言詞の繋がりを重視する傾向にある。
遺言詞（いげんし）
コトモノという存在の根幹を成す「言葉」。コトモノにとっての遺伝子と呼べるもの。
それぞれの種により固有の遺言詞を持ち、それを伝えることで仲間を増やしていく。
コトモノでない人間には意味不明な音の羅列にしか聞こえない。
外形化（がいけいか）
コトモノが現実と自分の認識の2つの世界のギャップ埋めるために、整形や衣服で外見を変化させることを指す。
詞族（しぞく）
同じ遺言詞を持つコトモノたちによって構成される共同体。詞族を作るためには国からの許可が必要なために、あえて詞族に属さない者もいる。また、遺言詞の差異が大きくなり元の詞族から分裂した集団を亜詞族と呼ぶ。
ラピス
詞族を持たないコトモノ達で構成されたネット上のコミュニティ。「赤の女王」と呼ばれる人物をリーダーに掲げ、様々な事件の背後で暗躍している。メンバーはチェスの駒をあしらったアクセサリーを身につけている。
“組織”
コトモノと人間による社会秩序の維持を目指している謎の集団。

## 既刊一覧
- 大泉貴（著） / しばの番茶（イラスト）、宝島社〈このライトノベルがすごい！文庫〉、全6巻
  - 『ランジーン×コード』2010年9月10日発売[3]、ISBN 978-4-7966-7882-7
  - 『ランジーン×コード tale.2 Dance with The Lang-Breakers』2011年1月8日発売[4]、ISBN 978-4-7966-8029-5
  - 『ランジーン×コード tale.3 禁じられた記憶』2011年5月9日発売[5]、ISBN 978-4-7966-8330-2
  - 『ランジーン×コード tale.3.5 コトモノたちの夏休み』2011年8月5日発売[6]、ISBN 978-4-7966-8499-6
  - 『ランジーン×コード tale.4 パラダイス・ロスト 1st』2012年1月13日発売[7]、ISBN 978-4-7966-8965-6
  - 『ランジーン×コード tale.5 パラダイス・ロスト 2nd』2012年2月10日発売[8]、ISBN 978-4-7966-8971-7